# 류쓰 센터역
류쓰 센터역(일본어: 流通センター駅、りゅうつうせんたーえき 류우쯔우센타아에키[*])
(영어: Ryūtsū Center Station)은 일본 도쿄도 오타구에 있는 철도역이다.

## 승강장
- 스크린도어가 설치되어 있다.

|  | ■ 도쿄 모노레일 하네다 공항선(하행) | 하네다 공항 제1터미널·하네다 공항 제2터미널 방면 |
|  | ■ 도쿄 모노레일 하네다 공항선(상행) | 덴노즈 아일·모노레일 하마마쓰초 방면             |

## 역세권 정보
- 도쿄 만
- 도쿄도도 제318호선

## 역사
- 1969년 12월 15일: 신헤이와지마역(新平和島駅)으로 영업 개시.
- 1972년 1월 8일: 류쓰 센터역으로 명칭 변경.
- 2002년 4월 21일: Suica 도입.

## 인접역
| ■ 도쿄 모노레일 하네다 선                       | ■ 도쿄 모노레일 하네다 선 | ■ 도쿄 모노레일 하네다 선                              |
| ----------------------------------------------- | ------------------------- | ------------------------------------------------------ |
| MO 03 오이케이바조마에 모노레일 하마마쓰초 방면 | 구간 쾌속                 | MO 08 하네다 공항 제3터미널 하네다 공항 제2터미널 방면 |
| MO 03 오이케이바조마에 모노레일 하마마쓰초 방면 | 보통                      | MO 05 쇼와지마 하네다 공항 제2터미널 방면              |